# John Parr (musicien)
 (novembre 2017).
Si vous disposez d'ouvrages ou d'articles de référence ou si vous connaissez des sites web de qualité traitant du thème abordé ici, merci de compléter l'article en donnant les références utiles à sa vérifiabilité et en les liant à la section « Notes et références ».
John Parr (né le 18 novembre 1952) est un musicien britannique. Il est connu principalement pour sa chanson St. Elmo's Fire (Man in Motion), sortie en 1985 et qui fait partie de la bande originale du film St. Elmo's Fire.

## Discographie
- 1984 : John Parr
- 1986 : Running the Endless Mile
- 1992 : Man With a Vision
- 1996 : Under Parr
- 2011 : Letter to America
- 2012 : The Mission